# Новопавловский сельский совет (Ореховский район)
Новопавловский сельский совет (укр. Новопавлівська сільська рада) — входит в состав
Ореховского района
Запорожской области
Украины.
Административный центр сельского совета находится в селе Новопавловка.

## История
- 1992 — дата образования.

## Населённые пункты совета
- с. Новопавловка